# マディソン郡 (アイダホ州)
マディソン郡（マディソンぐん、英: Madison County）は、アメリカ合衆国アイダホ州の郡である。人口は5万2913人（2020年）。郡庁所在地はレックスバーグである。マディソン郡はアイダホ州レックスバーグ小都市統計地域の一部である。

## 歴史
元々はモルモン教徒によって入植された。郡の名称は第4代アメリカ合衆国大統領ジェームズ・マディソンに由来している。1914年1月1日以前、ここは近接するフレモント郡の一部であった。
アメリカ合衆国エネルギー省アイダホ国立研究所やブリガムヤング大学マディソン校（en:Brigham Young University–Idaho）が立地している。マディソン郡は1976年6月5日のティートンダム氾濫後に国の大災害地域に設定された。

## 地理
アメリカ合衆国統計局によると、この郡は総面積1,226 km2 (473 mi2) である。このうち1,221 km2 (472 mi2) が陸地で5 km2 (2 mi2) が水域である。総面積の0.39%が水域となっている。

## 人口動勢
2000年国勢調査で、この郡は人口27,467人、7,129世帯、及び4,854家族が暮らしている。人口密度は22/km2 (58/mi2) である。6/km2 (16/mi2) の平均的な密度に7,630軒の住宅が建っている。この郡の人種的な構成は白人95.50%、アフリカン・アメリカン0.24%、先住民0.33%、アジア0.57%、太平洋諸島系0.18%、その他の人種2.23%、及び混血0.95%である。ここの人口の3.92%はヒスパニックまたはラテン系である。
この郡内の住民は26.20%が18歳未満の未成年、18歳以上24歳以下が39.90%、25歳以上44歳以下が16.00%、45歳以上64歳以下が11.90%、及び65歳以上が6.00%にわたっている。中央値年齢は21歳である。女性100人ごとに対して男性は90.90人である。18歳以上の女性100人ごとに対して男性は83.60人である。
この郡の世帯ごとの平均的な収入は32,607米ドルであり、家族ごとの平均的な収入は40,880米ドルである。男性は29,299米ドルに対して女性は18,628米ドルの平均的な収入がある。この郡の一人当たりの収入 (per capita income) は10,956米ドルである。人口の30.50%及び家族の10.10%は貧困線以下である。全人口のうち18歳未満の11.70%及び65歳以上の10.10%は貧困線以下の生活を送っている。

## 都市及び町
- レックスバーグ（郡庁所在地）
- シュガーシティ